# Campionato mondiale di snooker 1929
Il Campionato mondiale di snooker 1929 è stato la terza edizione di questo torneo, che si è disputato dal 17 dicembre 1928 al 7 marzo 1929, in diversi luoghi dell'Inghilterra, con la finale che si è giocata presso la Lounge Hall di Nottingham.
Il torneo è stato vinto da Joe Davis, il quale ha battuto in finale Tom Dennis per 19-14. L'inglese si è aggiudicato così il suo terzo Campionato mondiale.
Il campione in carica era Joe Davis, il quale ha confermato il titolo.
Il break più alto del torneo è stato un 61, realizzato da Joe Davis.

## Programma
| Incontro                  | Turno      | Date di gioco              | Impianto      | Città        |
| ------------------------- | ---------- | -------------------------- | ------------- | ------------ |
| Tom Dennis-Kelsall Prince | Semifinali | dal 17 al 22 dicembre 1928 | Town Hall     | Loughborough |
| Fred Lawrence-Alec Mann   | Turno 1    | dal 21 al 23 gennaio 1929  | Camkin's Hall | Birmingham   |
| Joe Davis-Fred Lawrence   | Semifinali | dal 24 al 26 gennaio 1929  | Camkin's Hall | Birmingham   |
| Joe Davis-Tom Dennis      | Finale     | dal 4 al 7 marzo 1929      | Lounge Hall   | Nottingham   |

## Fase a eliminazione diretta
|  | Turno 1 Al meglio dei 25 frames | Turno 1 Al meglio dei 25 frames | Turno 1 Al meglio dei 25 frames |  |  | Semifinali Al meglio dei 25 frames | Semifinali Al meglio dei 25 frames | Semifinali Al meglio dei 25 frames |  |  | Finale Al meglio dei 33 frames | Finale Al meglio dei 33 frames | Finale Al meglio dei 33 frames |
|  |                                 |                                 |                                 |  |  |                                    |                                    |                                    |  |  |                                |                                |                                |
|  |                                 |                                 |                                 |  |  | Inghilterra (bandiera)             | Joe Davis                          | 13                                 |  |  |                                |                                |                                |
|  | Inghilterra (bandiera)          | Fred Lawrence                   | 13                              |  |  | Inghilterra (bandiera)             | Fred Lawrence                      | 10                                 |  |  |                                |                                |                                |
|  | Inghilterra (bandiera)          | Alec Mann                       | 12                              |  |  |                                    |                                    |                                    |  |  | Inghilterra (bandiera)         | Joe Davis                      | 19                             |
|  |                                 |                                 |                                 |  |  |                                    |                                    |                                    |  |  | Inghilterra (bandiera)         | Tom Dennis                     | 14                             |
|  |                                 |                                 |                                 |  |  | Inghilterra (bandiera)             | Tom Dennis                         | 13                                 |  |  |                                |                                |                                |
|  |                                 |                                 |                                 |  |  | Inghilterra (bandiera)             | Kelsall Prince                     | 6                                  |  |  |                                |                                |                                |

| Finale (Al meglio dei 33 frames) Lounge Hall, Nottingham, 4–7 marzo 1929. Arbitro: W Malkinson | |                                    |
| Joe Davis                                                                                      | 19–14 | Tom Dennis                         |
| Miglior break: 61 Century breaks: 0                                                            | Giorno 1: 70–34, 57–58, 95–4, 68–56, 71–24, 92–54, 47–56, 80–54 Giorno 2: 64–48, 83–22, 32–59, 29–50, 52–63, 75–29, 38–68, 105–15 Giorno 3: 73–51, 51–62, 50–62, 44–81, 73–41, 59–34, 100–42, 24–50 Giorno 4: 56–57, 52–41, 45–78, 87–18, 98–16, 82–45, 63–32, 46–61, 38–70 | Miglior break: ? Century breaks: ? |
| Joe Davis vince il Campionato mondiale di snooker 1929                                         | |                                    |